# Maille (munt)

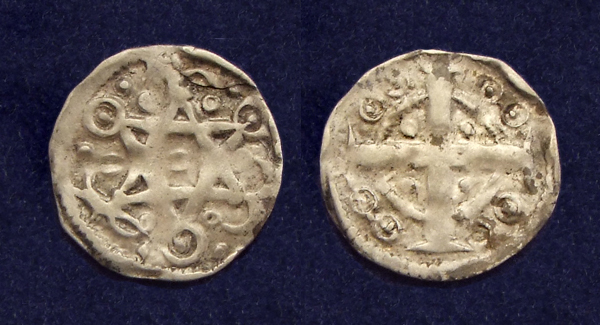
AR Maille, geslagen onder Boudewijn IX, Graaf van Vlaanderen.

Een maille, ook wel kleine denarius genoemd is een kleine zilveren Middeleeuwse munt die van het midden van de 12e eeuw tot het einde van de 13e eeuw in Vlaanderen en Henegouwen werd geslagen. Overeenkomstig de Brabantse variant obool had een maille een waarde van een ½ denier of 1/24 groot.
Enkele bekende muntplaatsen zijn Brugge, Gent, Ieper, Rijsel en Valenciennes.